# Sebastián Pivotto
Sebastián Pivotto (Buenos Aires; 5 de noviembre de 1971) es un director de televisión y cine argentino. Estudió en la institución "Giovanni Pascoli". Es conocido por haber dirigido las telenovelas Padre Coraje, Valientes, Esperanza mía, Las Estrellas  y Argentina, tierra de amor y venganza; las series Vientos de agua y O11CE; y la película Belgrano.

## Televisión
Director
- Poliladron (1994)
- Verdad consecuencia (1996)
- Carola Casini (1997)
- Gasoleros (1998)
- Campeones de la vida (1999)
- El sodero de mi vida (2001)
- 099 Central (2002)
- Final de juego (2002)
- Soy gitano (2003)
- Tres son multitud (2003)
- Padre Coraje (2004)
- Botines (2005)
- Mujeres asesinas ("Lucía, memoriosa", 2006)
- Vientos de agua (3 episodios, 2006)
- Amas de casa desesperadas (2006)
- Valientes (2009)
- Alguien que me quiera (2010)
- Los únicos (2011)
- Sos mi hombre (2012)
- Mis amigos de siempre (2013-2014)
- Violetta (2014–2015)
- Esperanza mía (2015)
- O11CE (2017 y 2026)
- Las Estrellas (2017)
- Simona (2018)
- El host (2018)
- Argentina, tierra de amor y venganza (2019)
- Separadas (2020)
- Tierra incógnita (2022)

## Cine
Director
- La leyenda (2008)
- Belgrano (2010)

Actor
- Más allá del límite (1995)

## Premios
- Premio Konex 2021 - Diploma al Mérito: Director de Televisión